# Jože Šater
Jože Šater, slovenski športni funkcionar, * 1931, † 2003.

## Odlikovanja in nagrade
Leta 2000 je prejel častni znak svobode Republike Slovenije z naslednjo utemeljitvijo: »za dolgoletno in zaslužno delo na področju športa«.